# Лісові культури модрини європейської
«Лісові культури модрини європейської» — ботанічна пам'ятка природи місцевого значення в Україні. Пам'ятка природи розташована на території Монастириського району Тернопільської області, с. Садове, Коропецьке лісництво, кв. 63 в. 5, лісове урочище «Коропець».
Площа — 6,70 га, статус отриманий у 1996 році.